# Lucifero (nome)
Lucifero  è un nome proprio di persona italiano maschile.

## Varianti in altre lingue
- Basco: Luzifer
- Bretone: Lusifer
- Catalano: Llucifer[3], Lucífer
- Francese: Lucifer
- Gallese: Lwsiffer
- Inglese: Lucifer[4][5]
- Latino: Lucifer[2][5][6]
  - Femminili: Lucifera[6]
- Lettone: Lucifers
- Lituano: Liuciferis
- Polacco: Lucyfer
- Portoghese: Lúcifer
- Russo: Люцифер (Ljucifer)
- Spagnolo: Lucífero[3]
- Tedesco: Luzifer
- Ungherese: Lucifer

## Origine e diffusione

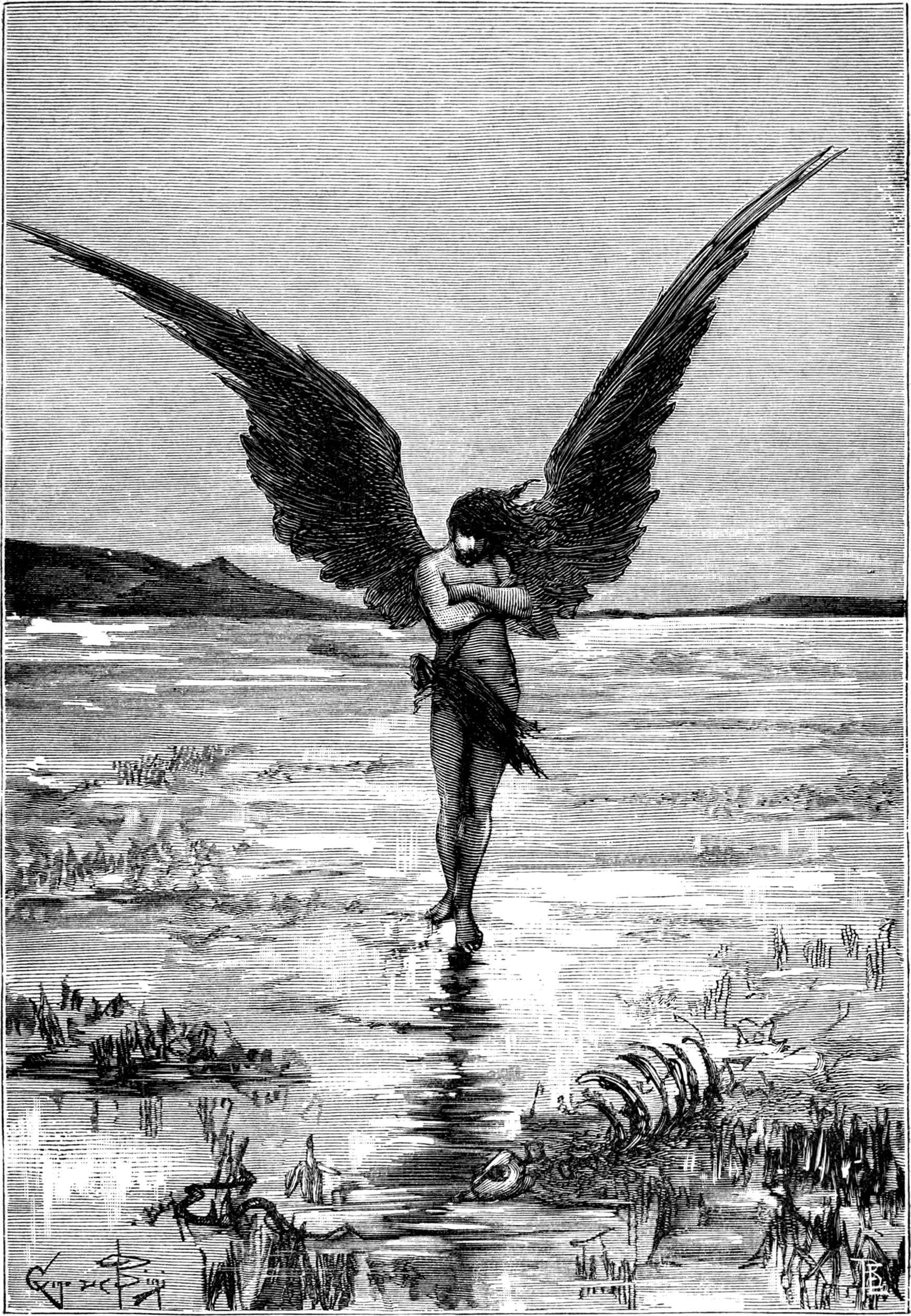
Lucifero in un'illustrazione per l'omonimo poema di Mario Rapisardi

È composto dai termini latini lux ("luce") e ferre (o fero, "portare"), e significa quindi "che porta luce", "portatore di luce" e, in senso lato, "portatore di sicurezza".
In origine, era un nome che indicava la stella del mattino. Venne utilizzato nelle versioni latine di Isaia 14:12 per tradurre il greco Φωσφόρος (Phosphoros), a sua volta traduzione dell'ebraico Helel ben Shahar, che si riferiva al re di Babilonia: la parte del verso riferita alla caduta dal cielo portò, alla lunga, a rendere nella tradizione cristiana "Lucifero" un sinonimo di "Satana", soppiantando il precedente significato augurale e facendo precipitare l'utilizzo del nome, fino ad allora piuttosto usato.
Tendenzialmente, tale associazione ha impedito al nome di rientrare nell'uso comune, e la sua diffusione, almeno in Italia, è scarsissima e limitata a casi in cui chi imponeva il nome al bambino voleva esprimere sentimenti libertari o antireligiosi; ad esempio, in Emilia-Romagna, ai tempi di Michail Bakunin, Lucifero era uno dei nomi simbolici che venivano dati ai nuovi nati per protesta. Solo in sparuti casi, circoscritti perlopiù al Sud Italia continentale e alla Sardegna, il nome viene ancora utilizzato in virtù del culto di san Lucifero, che fu vescovo di Cagliari nel IV secolo.

## Onomastico
L'onomastico si può festeggiare il 20 maggio in memoria di san Lucifero, vescovo di Cagliari.

## Persone
- Lucifero, vescovo di Cagliari
- Lucifero, vescovo di Siena
- Lucifero Martini, scrittore, poeta e giornalista italiano

## Il nome nelle arti
- Lucifero è un personaggio del film Disney del 1950 Cenerentola.